# Giải vô địch bóng đá nữ U-17 Bắc, Trung Mỹ và Caribe 2016
Giải vô địch bóng đá nữ U-17 Bắc, Trung Mỹ và Caribe 2016 diễn ra tại Grenada từ 3 tháng 3 tới 13 tháng 3 năm 2016. Ba đội tuyển đứng đầu đại diện cho khu vực Bắc, Trung Mỹ và Caribe tham dự Giải vô địch bóng đá nữ U-17 thế giới 2016.

## Vòng loại
Các đội vượt qua vòng loại:
Chủ nhà
- Grenada

Bắc Mỹ
- Canada (đặc cách)
- México (đặc cách)
- Hoa Kỳ (đặc cách)

Trung Mỹ (thông qua Vòng loại khu vực)
- Guatemala
- Costa Rica

Caribe (thông qua Vòng loại khu vực)
- Jamaica
- Haiti

## Vòng một
Hai đội đầu mỗi bảng lọt vào vòng đấu loại trực tiếp. Giờ thi đấu là giờ địa phương (AST/UTC-04:00).

### Bảng A
| VT | Đội         | ST | T | H | B | BT | BB | HS  | Đ | Giành quyền tham dự     |
| -- | ----------- | -- | - | - | - | -- | -- | --- | - | ----------------------- |
| 1  | Haiti       | 3  | 3 | 0 | 0 | 18 | 3  | +15 | 9 | vòng đấu loại trực tiếp |
| 2  | Canada      | 3  | 2 | 0 | 1 | 11 | 2  | +9  | 6 | vòng đấu loại trực tiếp |
| 3  | Guatemala   | 3  | 1 | 0 | 2 | 9  | 6  | +3  | 3 |                         |
| 4  | Grenada (H) | 3  | 0 | 0 | 3 | 0  | 27 | −27 | 0 |                         |

| Guatemala | 0–3      | Canada                                  |
| --------- | -------- | --------------------------------------- |
|           | Chi tiết | Riviere 6' · Stratigakis 34' · Kats 64' |

| Grenada | 0–13     | Haiti |
| ------- | -------- | --- |
|         | Chi tiết | Saint Felix 4', 14' · Mondésir 8', 37', 40', 41' · Dumonay 13' · Olivier 27' · Dacius 33', 54' · Eloissaint 52' · Pierre 70', 83' |

| Haiti                              | 3–2      | Guatemala                |
| ---------------------------------- | -------- | ------------------------ |
| Saint Felix 6', 11' · Mondésir 88' | Chi tiết | Herrarte 53' · Mayen 73' |

| Canada                                                                 | 7–0      | Grenada |
| ---------------------------------------------------------------------- | -------- | ------- |
| Baalbaki 3' · Akindoju 11', 12', 26' · Huitema 71', 88' · Faulknor 85' | Chi tiết |         |

| Canada          | 1–2      | Haiti                                |
| --------------- | -------- | ------------------------------------ |
| Stratigakis 78' | Chi tiết | Saint Felix 81' · Dacius 84' (ph.đ.) |

| Grenada | 0–7      | Guatemala                                                                                     |
| ------- | -------- | --------------------------------------------------------------------------------------------- |
|         | Chi tiết | Ordoñez 13' · Oliva 34', 60' · Mayen 45+2' · Herrarte 49' · Charles 72' (l.n.) · Martínez 87' |

### Bảng B
| VT | Đội        | ST | T | H | B | BT | BB | HS  | Đ | Giành quyền tham dự     |
| -- | ---------- | -- | - | - | - | -- | -- | --- | - | ----------------------- |
| 1  | Hoa Kỳ     | 3  | 3 | 0 | 0 | 11 | 1  | +10 | 9 | vòng đấu loại trực tiếp |
| 2  | México     | 3  | 2 | 0 | 1 | 5  | 3  | +2  | 6 | vòng đấu loại trực tiếp |
| 3  | Costa Rica | 3  | 1 | 0 | 2 | 5  | 8  | −3  | 3 |                         |
| 4  | Jamaica    | 3  | 0 | 0 | 3 | 3  | 12 | −9  | 0 |                         |

| México                                         | 4–2      | Costa Rica          |
| ---------------------------------------------- | -------- | ------------------- |
| Hernández 2' · Cazares 18' · Espinosa 80', 87' | Chi tiết | Villalobos 23', 61' |

| Jamaica   | 1–8      | Hoa Kỳ                                                                |
| --------- | -------- | --------------------------------------------------------------------- |
| Smart 32' | Chi tiết | Kuhlmann 15', 49' · Sanchez 34', 56' · Tagliaferri 72', 75', 81', 87' |

| Costa Rica                                         | 3–2      | Jamaica                       |
| -------------------------------------------------- | -------- | ----------------------------- |
| Del Campo 29' (ph.đ.) · Alvarado 76' · Salas 90+1' | Chi tiết | E. Clarke 22' · T. Clarke 34' |

| Hoa Kỳ      | 1–0      | México |
| ----------- | -------- | ------ |
| Sanchez 73' | Chi tiết |        |

| Hoa Kỳ                             | 2–0      | Costa Rica |
| ---------------------------------- | -------- | ---------- |
| Spaanstra 7' · Sanchez 38' (ph.đ.) | Chi tiết |            |

| México     | 1–0      | Jamaica |
| ---------- | -------- | ------- |
| Ovalle 42' | Chi tiết |         |

## Vòng đấu loại trực tiếp
|  | Bán kết                   | Bán kết |                           |   | Chung kết | Chung kết |
|  |                           |         |                           |   |           |           |
|  | 11 tháng 3 - St. George's |         |                           |   |           |           |
|  |                           |         |                           |   |           |           |
|  | Haiti                     | 0       |                           |   |           |           |
|  | Haiti                     | 0       | 13 tháng 3 - St. George's |   |           |           |
|  | México                    | 3       |                           |   |           |           |
|  | México                    | 3       | México                    | 1 |           |           |
|  | 11 tháng 3 - St. George's |         | México                    | 1 |           |           |
|  |                           | Hoa Kỳ  | 2                         |   |           |           |
|  | Hoa Kỳ                    | Hoa Kỳ  | 2                         | 5 |           |           |
|  | Hoa Kỳ                    |         |                           | 5 |           |           |
|  | Canada                    | 0       |                           |   |           |           |
|  | Canada                    | 0       | Tranh hạng ba             |   |           |           |
|  |                           |         |                           |   |           |           |
|  | 13 tháng 3 - St. George's |         |                           |   |           |           |
|  |                           |         |                           |   |           |           |
|  | Haiti                     | 2       |                           |   |           |           |
|  | Haiti                     | 2       |                           |   |           |           |
|  | Canada                    | 4       |                           |   |           |           |

### Bán kết
| Haiti | 0–3      | México                                 |
| ----- | -------- | -------------------------------------- |
|       | Chi tiết | Cazares 5' · Reyes 13' · Hernández 75' |

| Hoa Kỳ                                                                         | 5–0      | Canada |
| ------------------------------------------------------------------------------ | -------- | ------ |
| Spaanstra 33' · Canniff 45+1' · Kuhlmann 54' · Smith 90+1' · Tagliaferri 90+3' | Chi tiết |        |

### Tranh hạng ba
| Haiti             | 2–4      | Canada                                   |
| ----------------- | -------- | ---------------------------------------- |
| Mondésir 80', 89' | Chi tiết | Raimondo 55', 75' · Kats 60' · Flynn 73' |

### Chung kết
| México     | 1–2      | Hoa Kỳ                     |
| ---------- | -------- | -------------------------- |
| Ovalle 70' | Chi tiết | Sanchez 43' · Kuhlmann 86' |